# Santamartablomhätta
Santamartablomhätta (Anthocephala floriceps) är en fågel i familjen kolibrier.

## Utbredning och systematik
Fågeln förekommer enbart i Santa Marta-bergen i nordöstra Colombia. Tidigare betraktades magdalenablomhätta (A. berlepschi) vara en underart till floriceps, då under det svenska namnet blomhätta, och vissa gör det fortfarande.

## Status
IUCN kategoriserar arten som sårbar.